# Marcus Hertneck
Marcus Hertneck (* 1962 in Stuttgart) ist ein deutscher Drehbuchautor.

## Leben
Hertneck schloss die High School in Minnesota, Vereinigte Staaten, ab und erwarb das Abitur in Esslingen am Neckar. Anschließend wurde er Rettungssanitäter in Oldenburg in Holstein. In München studierte er Philologie und Theaterwissenschaften, erwarb er einen Magister in deutscher Philologie und wurde Stipendiat der Drehbuchwerkstatt der Hochschule für Fernsehen und Film München.
Hertneck arbeite schon als Theaterdramaturg am Studiotheater München, als TV- und Theaterkritiker, als Glossenschreiber bei Süddeutscher Zeitung, Die Zeit und taz sowie als Scripteditor. Zeitweise war er Juror beim Grimme-Preis. Seit 1998 arbeitet er als freier Drehbuchautor.

## Filmographie (Auswahl)
- 1998–2002: Gute Zeiten, schlechte Zeiten
- 2002–2004: Lindenstraße
- 2005: Ein Geschenk des Himmels
- 2005: Das Zimmermädchen
- 2007: Der Butler und die Prinzessin
- 2008: Finnischer Tango
- 2008: Der Hochzeitswalzer
- 2010: Liebe vergisst man nicht
- 2010: Weihnachten im Morgenland
- 2012: Die Schuld der Erben
- 2012: Die Schöne und das Biest
- 2011–2015: Utta Danella:
  - 2011: Liebe mit Lachfalten
  - 2013: Wer küsst den Doc?
  - 2015: Lisa schwimmt sich frei
- 2012–2015: Reiff für die Insel:
  - 2012: Neubeginn
  - 2013: Katharina und der ganz große Fisch
  - 2014: Katharina und die Dänen
  - 2015: Katharina und der Schäfer
  - 2015: Katharina und der ganz große Schatz
- 2016: Katie Fforde:
  - 2016: Du und ich
  - 2016: Tanz auf dem Broadway
- 2017: Arzt mit Nebenwirkung
- 2017: Rosamunde Pilcher: Das Gespenst von Cassley
- 2020: Die Küstenpiloten:
  - 2020: Kleine Schwester, großer Bruder
  - 2020: Mütter und Töchter
- 2018–2025: Praxis mit Meerblick:
  - 2018: Brüder und Söhne
  - 2018: Der Prozess
  - 2020: Sehnsucht
  - 2021: Vatertag auf Rügen
  - 2022: Mutter und Sohn
  - 2023: Rügener Sturköpfe
  - 2023: Dornröschen
  - 2024: Die Kämpferin
  - 2025: Verlobung mit Hindernissen
- 2022: Daheim in den Bergen:
  - 2022: Daheim in den Bergen – Die Zweitgeborenen
  - 2022: Daheim in den Bergen – Alte Pfade – Neue Wege

## Auszeichnungen
- 2007: Nominierung für den deutschen Fernsehpreis in der Kategorie „Bester Film“: „Der Butler und die Prinzessin“
- 2008: Publikumspreis des deutschen Filmfestivals in Mannheim/Ludwigshafen für „Finnischer Tango“
- 2013: Robert-Geisendörfer-Preis für „Die Schöne und das Biest“